# Бой под Дорогинкой
Бой под Дорогинкой — бой, состоявшийся 29 апреля (по другим данным 28 апреля) 1921 года возле села Дорогинка Нежинского уезда (ныне Ичнянский район) между отрядом Нежинской милиции и отрядом махновцев под командованием атамана Щуся с другой. В результате которого погибло около 100—110 сотрудников Нежинской милиции.
Следующий 1921 год для Нежинской милиции начался с трагической события - бой у села Дорогинка, после которого численность штата работников уменьшилась на 50% 
 Писалось тогда в местной газете.

## Причины движения повстанцев в направлении Нежина
Планы группировки махновцев, которые рвались к Черниговской губернии, были гораздо смелее, чем обычные одноразовые разбойные нападения. Основной целью махновцев был захват Нежинских военных складов.
1 марта 1921 года усилиями большевистской власти на Черниговщине начался «продовольственный месяц» — продолжение политики продразвёрстки, системы заготовок сельскохозяйственных продуктов, принятой по решению Совнаркома.
Согласно этой системы крестьяне обязывались сдавать государству по твёрдым ценам излишки зерна и других продуктов питания. Как следствие, уже зимой 1921 года к Нестору Махно прибыла делегация крестьян от нескольких уездов Черниговской губернии с просьбой занять и освободить их территорию, от советской власти.
Весной отряд Ф. Щуся, в котором насчитывалось около сотни тачанок, удалось пробиться на территорию Черниговской губернии. Впоследствии за несколько месяцев отряд численно увеличился почти в два раза — до 1000 человек, в основном из числа дезертиров.
Основой обмундирования была форма бойцов регулярных частей Красной Армии, это вводило в заблуждение представителей советской власти. Боевой путь отряда пролегал по многим населённым пунктам южных уездов Черниговской губернии, где уничтожались учреждения советской власти, коммунисты, комбедовцы.
Почти в каждом селе крестьяне передавали махновцам протоколы сельских собраний с резолюциями о полной поддержке их действий. Рейд сопровождался непрерывными боями с подразделениями Красной Армии, милиции и ЧК.
Губернским военным совещанием был разработан план противодействия махновцам, которым предполагалось защитить Нежинские армейские склады и не допустить объединения отряда Щуся с отрядом атамана Галаки, который действовал в Гродненских лесах.

## Организация контр-повстанческого рейда
План противодействия наступлению махновцев был разработан Черниговским военным совещанием.
Начальник губернской милиции предложил начальнику Нежинской милиции выступить во главе отряда милиции в район села Дорогинка, заняв его до прихода махновцев, использовать хорошие природные условия для устройства засады.

### Численный состав и вооружение
В Нежине и был создан сводный отряд в составе около 150 человек: из Нежинской уездной милиции — 40 пеших и 15 конных, а также 90 красноармейцев — выходцев из РСФСР. Командование отрядом было возложено на начальника Черниговской уездной милиции Я. Точёного.
На вооружении отряда были винтовки (хотя в основном их роль выполняли конфискованые самопалы и обрезы), около десятка ручных гранат и три ручных пулемёта системы Шоша (на вооружение поступили после советско-польской войны, по показаниям, на нежинских артиллерийских складах хранились сотни), все три пулемёта отказали после нескольких минут боя.

## Бой у села Дорогинка
29 апреля в четыре часа утра нежинский отряд подошел к селу Дорогинка, но там накануне ночью махновцы заняли село, убили милиционеров, комнезамовцев (из комитета незаможных селян) и членов сельсовета.
Заметив большевистский отряд, повстанцы сосредоточились на краю села в конном строю, грамотно расположили пулемётные гнезда — так чтобы вести перекрёстных огонь. Таким образом устроив засаду, махновцы ждали подходящего момента для атаки.
Силы отряда из Нежина предварительно не выслали разведывательный дозор, двигались сплошной колонной, поэтому фактор внезапности был на стороне повстанцев.
Сначала бойцы отряда атамана Щуся открыли огонь, следующим шагом была атака кавалерии махновцев, которая вызвала смятение на переднем крае обороняющихся и привела к бегству тыловых подразделений милиционеров, которым и удалось выжить.
Сохранился документ информационной сводки секретно-информационного отдела при СНК УССР:
«…Оперсводка: к 4 часам 29 апреля 1921 года. Иваницкий волвоенком сообщил, что высланный секретразведчик для связи с 58 полком донёс: в 9 верстах от Нежина между деревней Дорогинка и городом Нежин был бой Нежинского отряда с бандой. Части Нежинского отряда в беспорядке отступили, оставив 100 человек в плену. Замечено, что банда имеет патроны…
Командование 58 стрелкового полка приняло решение о помощи достаточно оперативно, чем спасло довольно много жизней, ведь наскоро отступающие бойцы атамана Щуся отпускали ещё не казнённых заключенных.
Из воспоминаний милиционера, одного из немногих уцелевших в бою под Дорогинкой:
«…Заметив нежинский отряд, бандиты в конном строю сосредоточились на краю села, в пролесках и оврагах, устроили, так сказать, засаду и стали ждать момента для атаки…»
Из воспоминаний начальника Нежинской уездной милиции К. А. Сичкаря:
«…Бандиты очень хорошо видели, как подходила колонна милиционеров и красногвардейцев из Нежина полевым путем ... бандиты подготовились к атаке конницей, а затем, дождавшись удобного случая пошли в атаку под прикрытием пулемётного огня…
Большевики решили занять круговую оборону и использовать гранаты, но махновская конница ударила с флангов, окружила нежинский отряд и полностью его разбила.

## Последствия боя

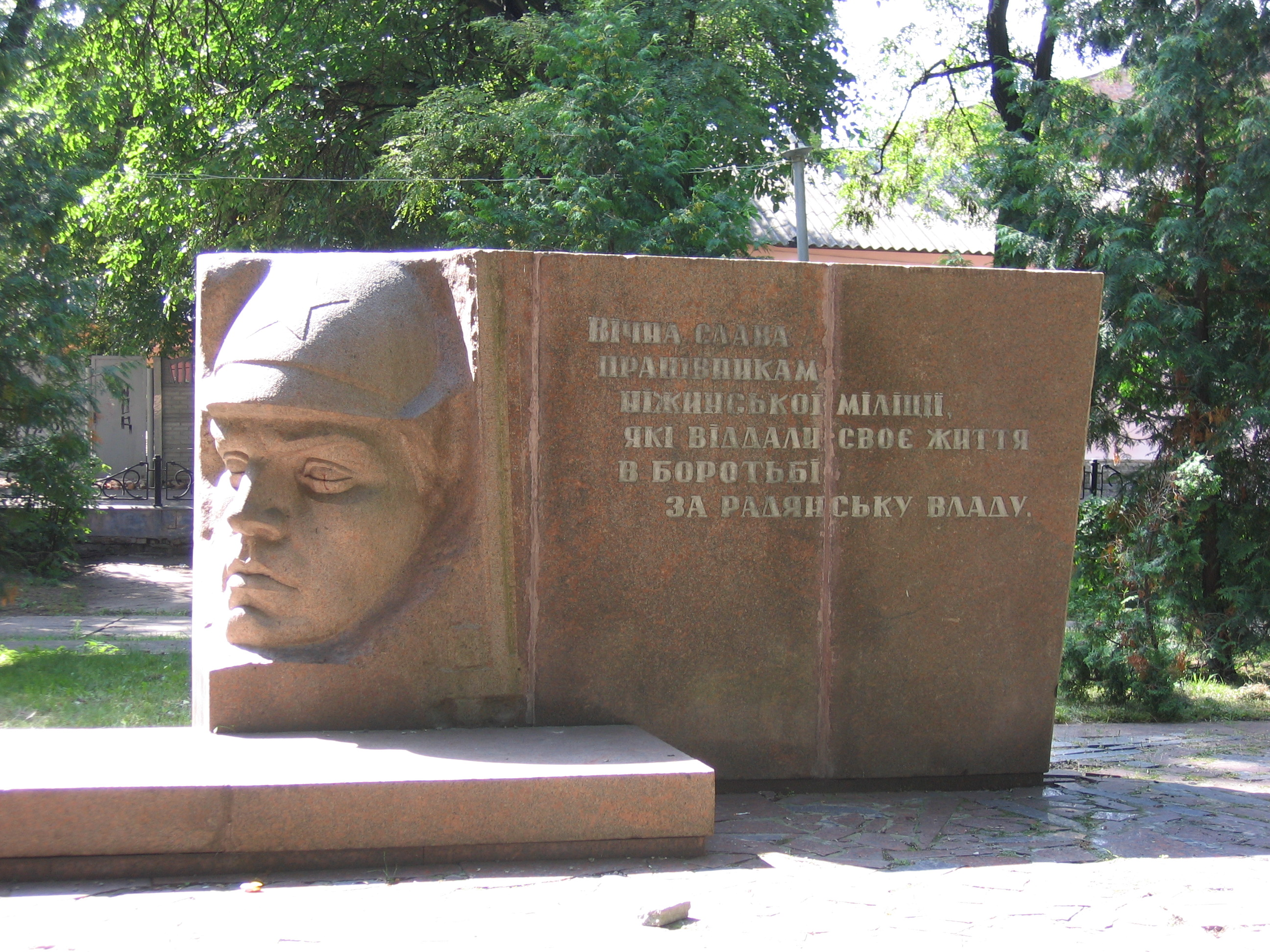
памятник в городе Нежин погибшим милиционерам

Несмотря на большие потери личного состава Нежинской городской милиции, был нанесён огромный удар по всему махновскому движению в Черниговской губернии. Атаману Щусю пришлось отступить с большими потерями далеко от города Нежина, большие обозы раненых сковывали его уход, а отсутствие боеприпасов и постоянное преследование частей Красной Армии подрывало боевой дух повстанцев.
Тела погибших были похоронены в братской могиле в Гоголевском парке города Нежин.